# Menorquins
Els menorquins són un grup humà que viu predominantment a l'illa de Menorca. Dels 88.434 habitants de Menorca el 2007, només 53.559 hi eren nascuts. Dels restants, 12.543 són de nacionalitat estrangera (no espanyola). La població és principalment dividida entre dos nuclis de població, a cada punta de l'illa: 27.468 dels residents viuen a Ciutadella de Menorca, i 27.893, a Maó.
Un grup significant de menorquins anaren a viure a Algèria al segle xix, on esdevindrien, junt amb els valencians, més del 50% dels anomenats pied-noirs o colons europeus d'Algèria. Després de la Guerra de la Independència, la majoria d'aquests tornaren a l'illa o es relocalitzaren a França.

## Llengua
La llengua històrica i pròpia dels menorquins és el català, en la seua forma dialectal balear popularment conegut com el català salat. Els menorquins en parlen el subdialecte menorquí, dividit en dos blocs: l'occidental al voltant de Ciutadella, que manté la [e] tònica (tela [téle]) i l'oriental, de Maó, que ha obert la [e] en [ę] (tela [téle]).
Aquest subdialecte és distingible pel pas de la [o] a la [u], el grau zero de iodització (paa [palla]), i per l'empremta de l'anglès (xoc per guix de la pissarra, bord per safata, pinxa per arengada), resultat de l'ocupació britànica del segle xviii.
També destaquen arcaismes com calcigar (trepitjar), formes locals com tià, cassola, i evolucions particulars (fesols per pèsols, l'onclo per 'l'oncle capellà'). La petjada de l'àrab hi són evidents en paraules com cuscussó, falaca, tupada.

## Gastronomia
Entre les especialitats culinàries vinculades amb l'illa figuren el Formatge de Maó, caldereta de llagosta, oliaigua, perol i l'embotit anomenat carn-i-xulla. També hi és associada l'origen de la salsa maonesa, tot i que és només una de moltes teories. Plats com l'arròs de la terra, fet amb blat, recorden el cuscús magribí.
Entre les postres figuren els amargos, la coca de tomàtiga, la coca bamba, l'ensaïmada, púding, i els tatis.
Pel que fa a la beguda, Menorca és coneguda pel seu gin, la pomada, la ratafia menorquina i el sengri, entre d'altres.